# Nikon D800
La Nikon D800 è una fotocamera reflex (DSLR) prodotta dalla Nikon Corporation, annunciata il 7 febbraio 2012. È lanciata sul mercato nel marzo 2012 ad un prezzo indicativo di 2850 euro. Ha un sensore pieno formato FX di 36,3 milioni di pixel effettivi.
È la prima fotocamera 35mm ad adottare un sensore dalla così elevata risoluzione, è anche la prima 35mm/FF sul mercato che in una sua versione specifica, la D800E, viene venduta con il filtro sul sensore privato della funzione anti-Aliasing, lasciando inalterato il filtro per il taglio dell'infrarosso (IR-cut) (esistevano già fotocamere 35mm/FF senza tale filtro la Kodak DCS 14n /Kodak DCS Pro SLR/n e la Leica M9).
Il corpo è tropicalizzato ed in lega di magnesio, il peso è leggermente più contenuto rispetto all'antecedente D700.
Include un flash pop-up.
L'intento di concorrere all'ascesa in campo video è evidente: la macchina offre la possibilità di registrare in 1080p a 30, 25 e 24 fps, ha inoltre un'uscita HDMI non compressa da poter usare in abbinamento ad un registratore esterno bypassando l'encoding interno, ottenendo di fatto una qualità superiore di registrazione del colore 4:2:2 e con codec più performanti, come il pro-res.
Il sensore, di enorme risoluzione, effettua line skipping per la registrazione a 1080p.
La D800/D800E possiede inoltre una funzione HDR integrata e un intervallometro che tramuta i fotogrammi scattati in un filmato time-lapse.
Secondo alcuni recensori e tester riconosciuti, come dpreview e Ken Rockwell, la macchina in modalità video soffre di un effetto moiré sulle fitte trame.
Alcuni lotti non meglio specificati presentano problemi hardware di messa a fuoco per quanto concerne la messa a fuoco proveniente dal settore sinistro; problema non correggibile dall'utente finale che richiede necessariamente l'invio in assistenza autorizzata del corpo macchina.

## D800E
D800E è un'edizione speciale del modello D800, rispetto al modello D800 offre una maggiore nitidezza delle immagini. È stato possibile ottenere questo da parte dei tecnici Nikon andando ad inserire un componente che sostituisce uno dei due filtri passa-basso.